# PojkART
PojkART（ピー・オー・ジェー・ケー・アート）はドイツ、リューベックの出版社、またはそのブランド名。他にPORTJAK（ポートジャック）のブランド名も持つ。しばしば「PORTJAK」は「PORTJACK」と記されることもあるが、これは誤りである。
以下、本項では単に「PojkART作品」と呼ぶときは、特に断りの無い限りPORTJAKブランドの作品を含む。

## 概説
主として少年を主体としたナチュリストビデオおよび出版物を制作・販売している。
作品は表向きにはナチュリスム、即ち裸体主義、自然主義を紹介し、推奨する映像を呈しており、いずれも冒頭ではピアノによるBGMと「PojkART」もしくは「PORTJAK」のタイトルに続き、当該作品もしくは他のPojkART作品の象徴的な場面の静止画を背景に、寒い冬という季節を持つヨーロッパにおける温暖な夏を謳歌するにあたってのナチュリスムの意義を語るメッセージが流れる。このメッセージは全作品とも共通だが、撮影者の名前のみが個々の作品で当該のものに置き換えられている。
その上で、映像の中心となるのはあくまでも少年が主体であり、少年愛者を強く意識した児童エロチカ的な構成となっており、「OK magazine」を始めとする小児愛関連の雑誌で度々取り上げられているほか、問題視されたことも何度かある。
代表作に「SUN IN THE FOREST」五部作などがある。これは同じくPojkART作品を代表する少年キャストであるOskarとその友人という設定である2人の少年が森でゲームに興じる内容のシリーズものとなっている。
PojkARTの社屋は、かつては旧西ドイツ南部に位置するミュンヘンに所在していたが、現在は北部に位置するリューベックに移転している。
現所在地：MOISLINGER ALLEE 191, 23558 LÜBECK

## 代表的な出演者

### Oskar
多くのビデオ作品に出演しており、その名前で一大ブランドを築いていると言っても過言ではないドイツの少年。
PojkARTブランドよろしくOskarの出演するシリーズにもピアノのソロ演奏によるテーマ音楽が存在する。ただし必ずしも全作品で挿入されているわけではない。撮影・制作は、いずれもLeroyの手による。
2006年には自らの名前がそのままタイトルとなっている「Nickname: OSKAR」をリリースした。これはそれ以前に他のビデオの映像特典として収録されていた彼のミュージッククリップを再構成し、約40分にわたる長さに編集し直したものである。
デビュー作は10歳の頃のものと公表されている「SUMMER by the CANAL」及び「SUN and SAND」二部作。この頃の作品は、湖畔の森で走ったり、泳いだり、あるいはボートで遊ぶといったものが主となっている。
ソロ出演作も数多くあるが、後にTommy、Robinの3人コンビによる「SUN IN THE FOREST」シリーズや「SUMMER in the GARDEN」などが代表作となってゆく。これはそれぞれ、森林でのロケ、自宅という設定である家屋の庭での撮影によるもので、コンビ時代以降はこれらの場所で撮影されたものがほとんどとなった。
ビデオ作品自体は、シリーズものとして連なっているものを別とすれば、それぞれ独立した映像作品にはなっているが、全体を通しての大きなシナリオが用意されており、ストーリーとして繋がっているとされている。
デビュー当時から新しい作に到るまで見られる傾向として、やや粗暴な性格が見受けられる。例えば「SUN and SAND Part2」では敷物が風に巻上げられることに腹を立てる態度が見られるほか、「SUN IN THE FOREST」シリーズでは矢鱈と木の枝や幹を折ったり蹴るなどの場面がしばしば存在する。これが演出によるものなのか、彼自身の素の性格によるものなのかは窺う由も無いが、反面、そうした彼のリアクションのある故に個々のビデオ作品において動きや展開に富むものへと繋がっていることも事実である。

### Tommy & Robin
いずれもOskarの友人という設定の少年。
基本的にOskarが主人公という構成になっているため、2人がメインとなることは無いが、例外として「A LITTLE BOAT TRIP」がある。これはシナリオ上、「OSKAR and HIS MOPED」四部作のサイドストーリーとなっており、その週末、バイクの手入れに忙しいOskarとは遊べなかったTommyとRobinは、彼からボートを借りて2人だけで川に漕ぎ出してゆく、という物語が用意されている。
また、1本のビデオ作品として存在するわけではないが、TommyにはOskarとのサイクリングの様子を描いたミュージッククリップがあり、一部のDVDの映像特典として収録されている。

## 作品一覧
- A Day at the River Part 1 & 2
- A Day at the River Part 3 & The Chaingang
- A Happy Beach Life
- A Reunion with Fernandes Rider with No Pants
- Adriatic Antics
- Adge Boys #1
- Adge Boys #2
- Another Summer Holiday
- At the Black Sea Part 1
- At the Black Sea Part 2
- Athletes of the Sun
- Beach Artist
- Bad Report Card
- Bare Tail Weekend
- Beach Chums
- Beach Games
- Beach Kids
- Blue Water Boys
- Bouncing Beach Boys
- Boys & Men Together Forever
- Brazil Part 1
- Brazil Part 2
- Brazil Part 3
- Camp Nudist
- Czech Children's Day
- Czech Mates
- Colorful Life on the Adriatic
- Corsican Dream #1
- Corsican Dream #2
- Days of Summer
- Divers on the Island
- Festival Week at Kiel
- Fighting Buddies
- Fisher Boys
- FKK Blue Adria
- FKK Family Album
- FKK Summer Holiday
- FKK Waterpark
- Four Naturist Buddies
- Fun in the Water
- Fun on the Pier
- Hansi
- Happy Boys
- Happy Holidays
- Hip Hip Natura
- In the Australian Outback
- Island of the Sun
- Joys of Bathing
- Last Days of Summer
- Let's Go Primitive
- Makin Mischief
- Montalivet
- Naturist Boys #1
- On the Land and in the Water
- Pool Buddies
- Puppy Dog Tales
- Rascals in the Woods
- Rubber Boat Sailors
- Slippery When Wet
- Sport Rally
- Springtime Beach Fun
- Summer Boys
- Summer Friends at Balaton
- Summer Happiness
- Summer in Rovinj
- Summer Portraits
- The Anglers
- The Bad Report Card
- The Dalmation
- The Summerly Sea
- The Young Years
- Tattoo, Sand, Sea and Sun!
- Two Friends at the North Sea
- Under Palms at the Ocean
- Water Games at the Lake
- We All Swing Together and Fun in the Forest
- Wet Fit and Nudist
- Where the Crab Goes Backwards
- Young Caballeros Part 1
- Young Caballeros Part 2

### Oskarシリーズ
- Boys in the Mud

Oskarの庭で泥遊びをする3人。
- High Spirited Boys

Oskarの庭でプールを広げて水浴びをする3人。
- Little Boat Trip

Oskar and His Moped四部作のサイドストーリー。TommyとRobinの舟遊び。
- Nickname: Oskar

庭でプールを広げて水浴びをするOskar。High Spirited Boysのソロ版。
- Oskar the Grand Canal part 4
- Oskar the Woodland Spirit

物語上、Sun in the Forest五部作から続く内容。森林を駆け回り、櫓で遊ぶOskar。
- Oskar and His Moped四部作

Little Boat Tripのサイドストーリー。バイクの手入れをするOskar。
- - Oskar and His Moped Part 1
  - Oskar and His Moped Part 2
  - Oskar and His Moped Part 3
  - Oskar and His Moped Part 4
- Summer by the Canal

Oskar初期の作品。水辺で遊ぶOskar。
- Summer in the Garden

Oskarの庭で遊ぶ3人。
- Sun and Sand二部作

Oskar初期の作品。水辺で遊ぶOskar。
- - Sun and Sand Part 1
  - Sun and Sand Part 2
- Sun in the Forest五部作

森林でゲームに興じる3人。コンビ作の物語最初にあたり、水筒の水を被ることから彼らのナチュリスムが始まる。それぞれで興じるゲームが異なり、Part 1から順に射撃、アーチェリー、ツイスター、水鉄砲となる。Part 5はOskarソロ作品で、物語上はOskar the Woodland Spiritへと続く。
- - Sun in the Forest Part 1
  - Sun in the Forest Part 2
  - Sun in the Forest Part 3
  - Sun in the Forest Part 4
  - Sun in the Forest Part 5

### REBELOブランド
- Indian Boys
- Let's Go Primitive
- Mowgli and the City Boys
- Paulo's Dream
- September Boys
- The Boy and the Golden Egg
- The Corsican Treasure
- The First Day of Summer
- The Gold Seekers
- War is Stupid
- Water From the Moon